# HOKKIEE
HOKKIEE（ホキ、1994年 - ）は、日本のファッションデザイナー。ZSCの創業者。

## 来歴
大阪府枚方市に生まれる。幼少期より身につけるものに人一倍こだわりが強かった。7歳頃から数年間近所の絵画教室に通う。
11歳頃から『スター・ウォーズ』のフィギュアの収集を開始し、ほどなくしてインターネット上で売買を開始する。その後幼い頃から好きだったファッションに魅了され、古着屋に通い詰めるようになる。
自宅に収まりきれなくなったコレクションを放出する形でZSCをオープン。その後、それまで蓄えた見識をアウトプットするためのレーベル「HOKITA」を設立。